# Alejandro Aranda
Gustavo Alejandro Aranda (Santiago del Estero, Argentina; 8 de junio de 1995) es un futbolista argentino que se desempeña como delantero. Actualmente juega en Talleres (RdE), de la Primera B de Argentina.

## Trayectoria

### Nueva Chicago
Alejandro Aranda es un futbolista surgido de las divisiones inferiores del Club Atlético Nueva Chicago. Siempre jugó como delantero a lo largo de toda su carrera como juvenil.
Durante el Torneo de Primera División 2015 formó parte del Equipo Reserva, marcando 4 goles en 9 partidos. Sin embargo, no jugó ningún partido en el primer equipo pese a entrenar junto al plantel profesional.
El 16 de diciembre de 2015 se anunció desde la cuenta oficial del club que Aranda, junto a otros juveniles, firmaría su primer contrato profesional con Nueva Chicago, que lo vincularía hasta junio de 2018.
Para la temporada 2016, sería una pieza muy utilizada como recambio por el entrenador Andrés Guglielminpietro. Debutó como jugador profesional el 14 de febrero de 2016 en el empate 1 a 1 de su equipo frente a Atlético Paraná por la fecha 3 del Campeonato de Primera B Nacional 2016 ingresando desde el banco de suplentes a falta de 10 minutos para el final del partido. Disputó 15 partidos en el campeonato y marcó 1 gol (a Ferro).
Durante el Campeonato 2016-17 disputó 17 partidos y convirtió 4 goles. Fue una pieza de recambio poco utilizada en principio, aunque terminó asentándose como titular al emigrar otros delanteros antes de finalizar el torneo.

## Estadísticas
| Club                                                        | Temporada           | Liga  | Liga  | Copa Nac. | Copa Nac. | Copa Inter. | Copa Inter. | Total | Total |
| Club                                                        | Temporada           | Part. | Goles | Part.     | Goles     | Part.       | Goles       | Part. | Goles |
| ----------------------------------------------------------- | ------------------- | ----- | ----- | --------- | --------- | ----------- | ----------- | ----- | ----- |
| Nueva Chicago Argentina                                     | 2016                | 14    | 1     | 0         | 0         | -           | -           | 14    | 1     |
| Nueva Chicago Argentina                                     | 2016/17             | 19    | 4     | 0         | 0         | -           | -           | 19    | 4     |
| Nueva Chicago Argentina                                     | 2017/18             | 13    | 0     | -         | -         | -           | -           | 13    | 0     |
| Nueva Chicago Argentina                                     | 2018                | 1     | 0     | -         | -         | -           | -           | 1     | 0     |
| Nueva Chicago Argentina                                     | Total               | 47    | 5     | 0         | 0         | -           | -           | 47    | 5     |
| Estudiantes (BA) Argentina                                  | 2019                | 19    | 4     | 1         | 0         | -           | -           | 20    | 4     |
| Estudiantes (BA) Argentina                                  | Total               | 19    | 4     | 1         | 0         | -           | -           | 20    | 4     |
| Talleres (RdE) Argentina                                    | 2019/20             | 21    | 7     | 1         | 2         | -           | -           | 22    | 9     |
| Talleres (RdE) Argentina                                    | Total               | 21    | 7     | 1         | 2         | -           | -           | 22    | 9     |
| Total en su carrera                                         | Total en su carrera | 87    | 16    | 2         | 2         | -           | -           | 89    | 18    |
| Última actualización: Comunicaciones vs. Talleres, 14.03.20 |                     |       |       |           |           |             |             |       |       |

## Palmarés

#### Otros logros
| Logro                      | Club             | País      | Año  |
| -------------------------- | ---------------- | --------- | ---- |
| Ascenso a Primera Nacional | Estudiantes (BA) | Argentina | 2019 |